# Cometes abyssinica
Cometes abyssinica är en nejlikväxtart som beskrevs av Robert Brown. Cometes abyssinica ingår i släktet Cometes, och familjen nejlikväxter. Inga underarter finns listade i Catalogue of Life.